# Szakwa (rejon łyświeński)
Szakwa (ros. Шаква) – osiedle w Rosji, w Kraju Permskim, w rejonie łyświeńskim. W 2021 liczyło 124 mieszkańców.